# Fabio Conti

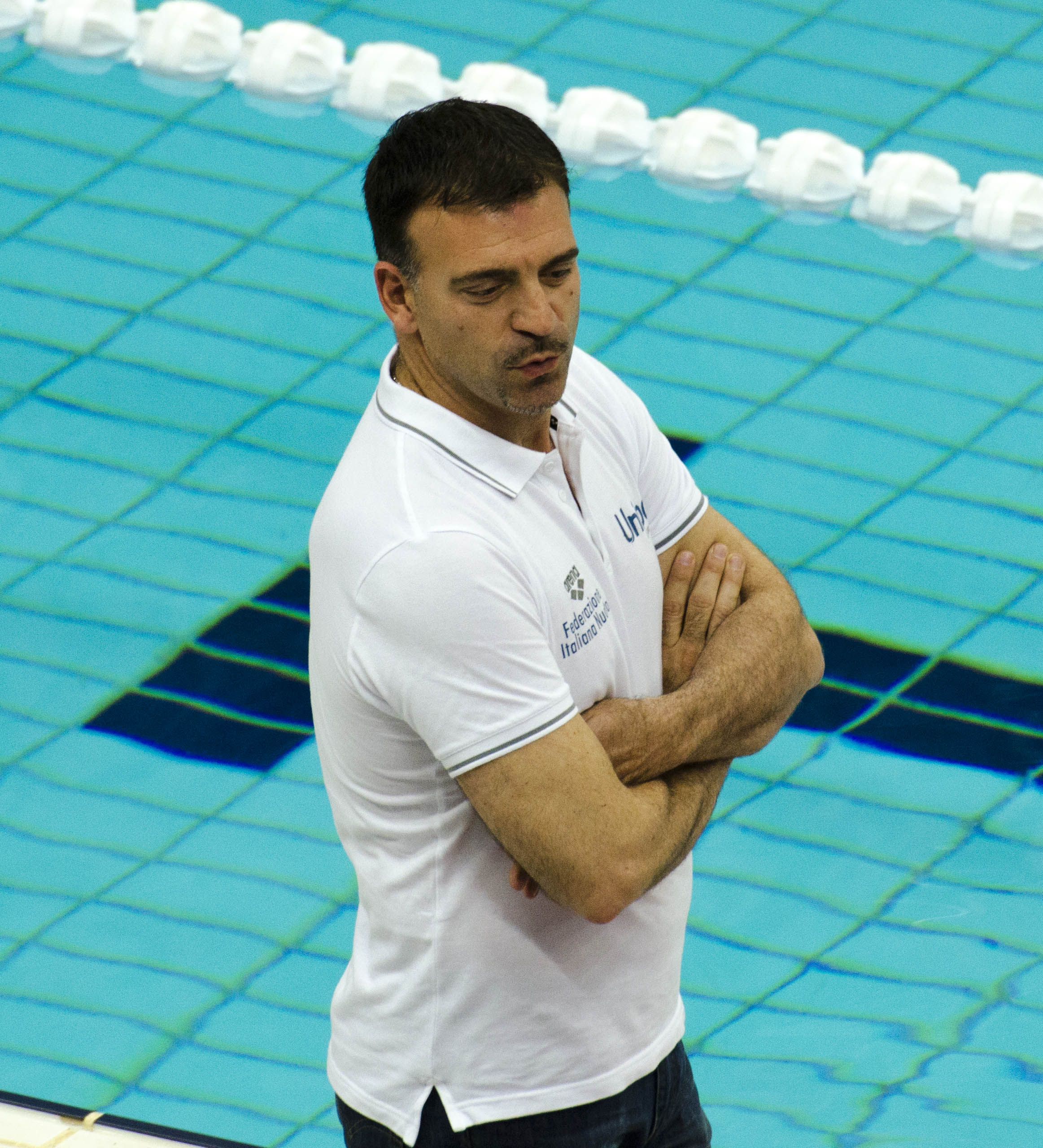
Fabio Conti

Fabio Conti, född 22 mars 1972 i Rom, är en italiensk vattenpolotränare. Han är chefstränare för Italiens damlandslag i vattenpolo sedan 2010. Italien har tagit EM-guld (2012) med Conti som tränare.
Conti inledde 1994 sin karriär som tränare. Det första damlaget han tränade var Castelli Romani, därefter Sporting Bracciano, tills han nådde framgångar med Roma Pallanuoto 2006–2008. I två år tränade han Italiens damjuniorer innan han tog över damlandslaget år 2010.